# Medersa ech-Cherratine

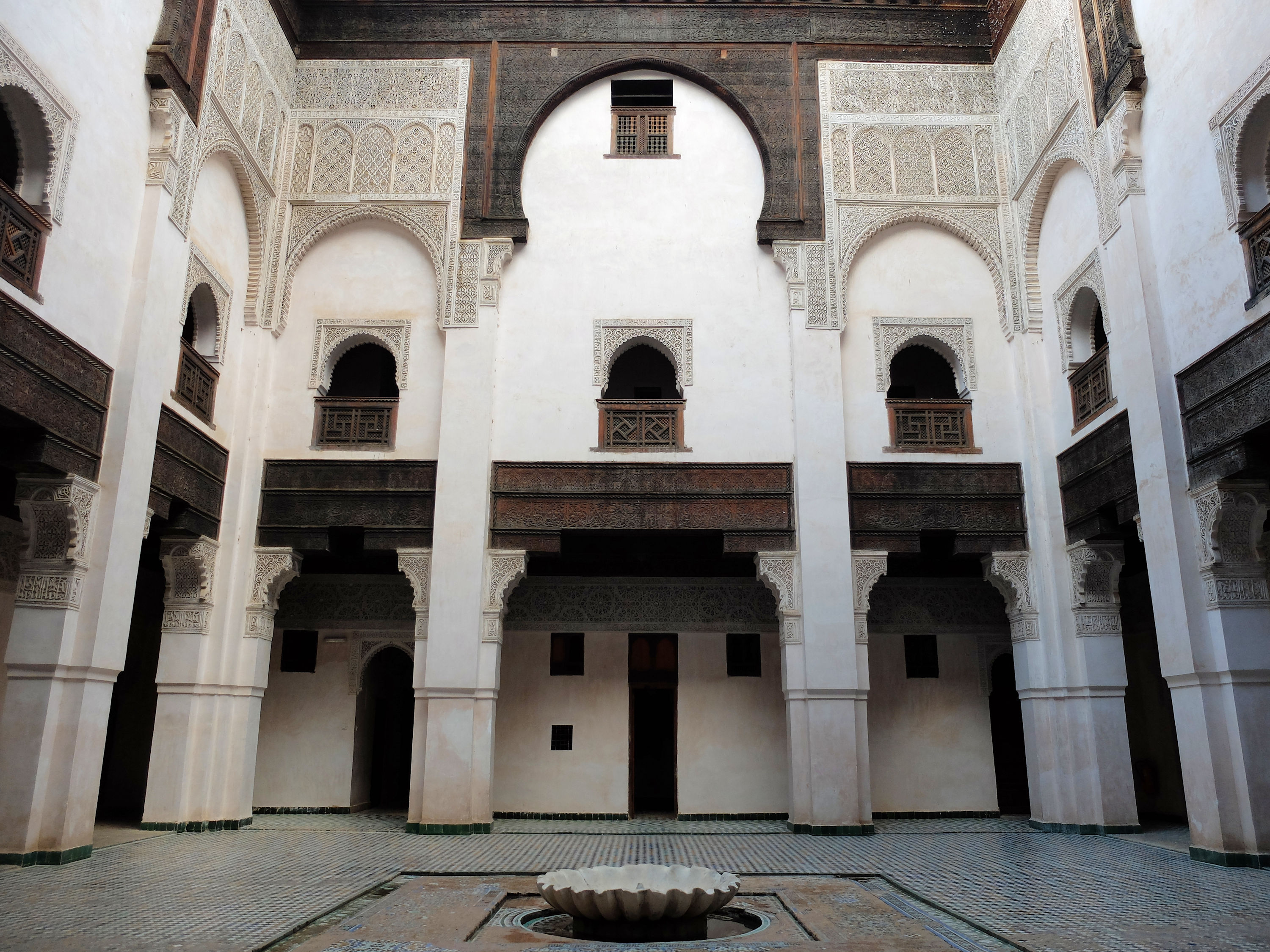
Innenhof der Medersa ech-Cherratine

Die im Jahr 1670 begonnene Medersa ech-Cherratine (arabisch مدرسة الشراطين, DMG Madrasat aš-Širāṭīn) in der Medina von Fès el-Bali, Marokko, ist die letzte der großen Koranschulen der Stadt; sie entstand im Viertel der Seilmacher. Zusammen mit anderen Bauten gehört sie zur von der UNESCO im Jahr 1981 als Weltkulturerbe anerkannten Medina von Fès.

## Lage
Die Medersa ech-Cherratine liegt im Zentrum der Altstadt von Fès etwa 150 m (Fußweg) südlich der traditionsreichen Kairaouine-Moschee und der um das Jahr 1325 fertiggestellten merinidischen Medersa Attarine.

## Geschichte
Der Bau der Medersa fällt in die letzten Jahre der Regierungszeit des Alawiden-Sultans Mulai ar-Raschid (reg. 1664–1672); sie ersetzte einen von Studenten entweihten Vorgängerbau.

## Architektur

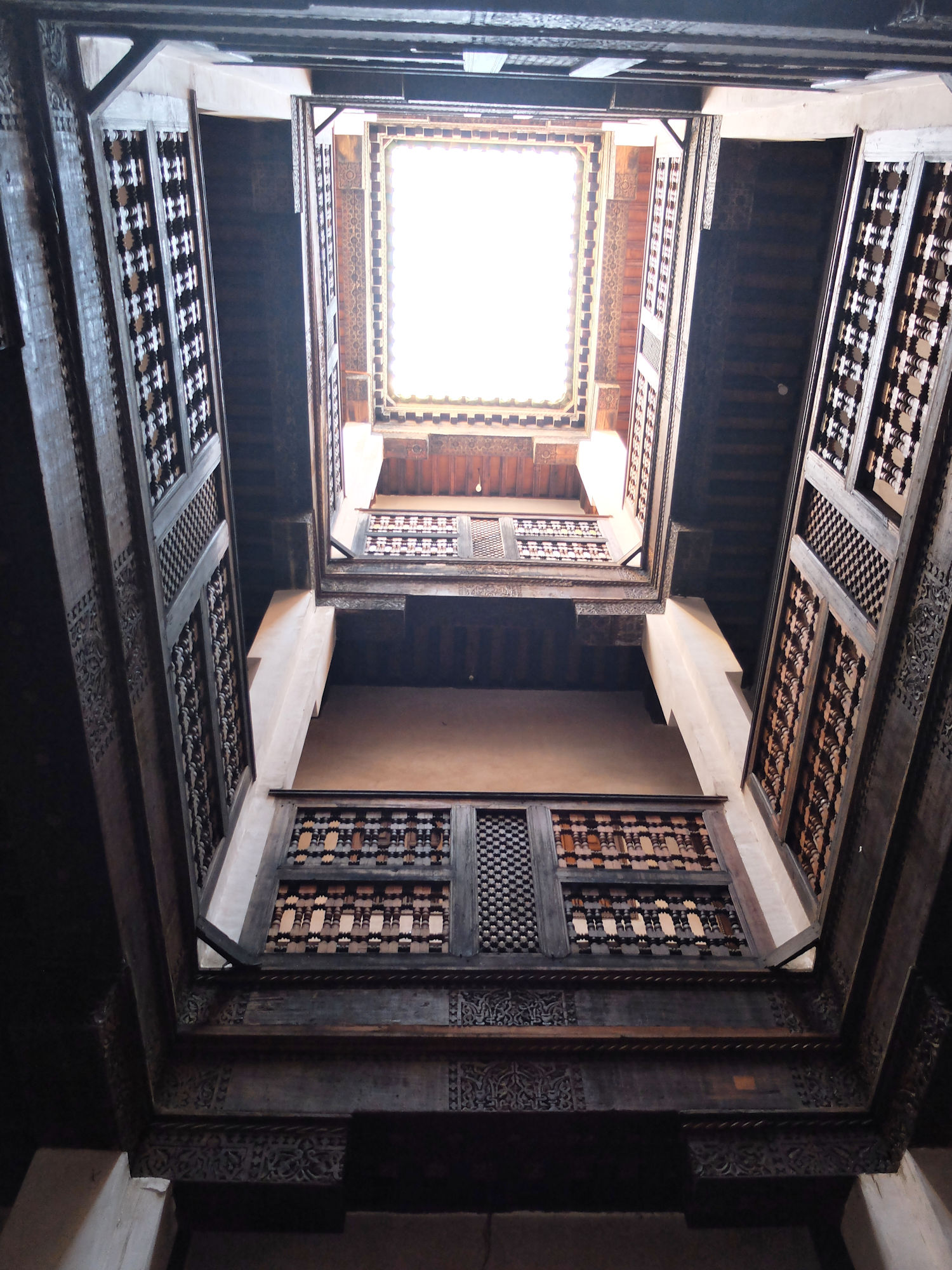
Innenhof der Wohnräume

### Materialien
Der Kernbau besteht aus stuckverkleideten Ziegelsteinen, die jedoch – im Vergleich zu den älteren Medersen aus merinidischer Zeit – nur wenig ornamentiert sind. Die beiden Geschosse und das Dach sind durch Architrave aus Atlas-Zedernholz optisch abgegrenzt. Auffällig ist das – abgesehen vom Moscheebereich – Fehlen von wasserabweisenden und zugleich dekorativen Kacheln am unteren Teil der Pfeiler.

### Bau
Von außen ist die Medersa kaum als solche erkennbar. Die um einen großen, von Pfeilern umgebene Innenhof mit Brunnenschale gruppierten Bauten beinhalten Unterrichtsräume sowie einen Gebetsraum im Erdgeschoss. Das in zwei Geschosse geteilte Obergeschoss ist den gut 100 Wohnräumen der Studenten vorbehalten, die jedoch keinen direkten Blick in den Innenhof hatten, denn diese Räume sind um vier kleine separate Innenhöfe in den Ecken der Medersa gruppiert, über die sie auch belichtet und belüftet werden.